# Centavo

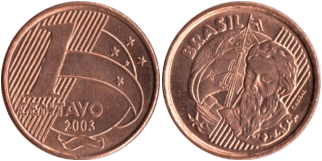
Brazylijska moneta o nominale 1 centavo

Centavo (z port. centavo, z łac. centum = „sto”) – jednostka monetarna wielu krajów świata, głównie Ameryki Południowej i Środkowej. Nazwa wywodzi się od części setnej i przyjęta została ze Stanów Zjednoczonych ze zmianą językową.
Centavo najczęściej stanowi(ło) 1/100 lokalnego peso. Emitowano je w(na):
- Chile (1835–1853, potem od 29 września 1975 r.)
- Argentynie (od 1854 r., od 15 czerwca 1985 równało się 1/100 australa)
- Meksyku (od 1863 r.)
- Kubie (1869 r. – emisja rewolucyjna, później od 1915 r.)
- Gwatemali (od 1871 r., od 26 listopada 1924 było równe 1/100 quetzala)
- Hondurasie (od 3 kwietnia 1926 r. było równe 1/100 lempiry)
- Kolumbii (od 1872 r.)
- Dominikanie (od 1877 r.)
- Nikaragui (od 1878 r., od 1912 r. było równe 1/100 cordoby)
- Salwadorze (od 1889 r., od 11 września 1919 r. równało się 1/100 colona salwadorskiego)
- Gwinei-Bissau (po uzyskaniu niepodległości od 1977 r.)
- Wenezueli (od 1843 r., w latach 1871–1879 równało się 1/100 venezolano, od 1879 r. – 1/100 boliwara)
- Boliwii (od 1870 r. równało się 1/100 boliviano, w latach 1963–1987 – 1/100 peso boliwijskiego)
- Ekwadorze (od 1872 r. równało się 1/10 decimo oraz 1/100 escudo)
- Portugalii (w latach 1912–2002 równało się 1/100 escudo)
- Brazylii (od 1942 r. równało się 1/100 cruzeiro, od 1 marca 1986 r. – 1/100 cruzado)
- Wyspach Zielonego Przylądka (w 1977 r., równało się 1/100 escudo)
- Mozambiku (od 16 czerwca 1980 r. równało się 1/100 meticala)
- Peru (1863–1975, równało się 1/100 dinero albo 1/100 sola de oro)
- Paragwaju (1874–1938, równało się 1/100 peso fuerte)
- Filipinach (1899 r. emisje rewolucyjne, w latach 1936–1966 równało się 1/100 peso)
- Kostaryce (1917–1919, równało się 1/100 colona)
- koloniach
  - hiszpańskich: Porto Rico i Filipinach (później podległych Stanom Zjednoczonym)
  - portugalskich: Angoli, Gwinei-Bissau, Indiach Portugalskich, Mozambiku, Timorze, Wyspach Świętego Tomasza i Książęcej oraz Wyspach Zielonego Przylądka.